# Олесь Ємельянов
Олександр Михайлович Ємельянов (біл. Аляксандр Міхайлавіч Емяльянаў), також Олесь Ємельянов (біл. Алесь Емяльянаў; 20 березня 1952, Заболоття, Чауський район — 6 жовтня 2005) — білоруський поет, перекладач.

## Біографія
Народився в селянській родині. У 1969 році закінчив Чауську школу № 1. З 1969 по 1971 роки навчався в БСГА. У 1971-1973 роках служив у прикордонних військах у Радянській Армії. Після демобілізації працював електриком у Мінську, у 1973-1983 рр. — кореспондентом газет «Чырвоная змена», «Піянер Беларусі», у 1983-1987 роках — у Головній редакції літературно-драматичних програм Білоруського телебачення, з 1987 року — літконсультант СП Білорусі. У 1983 році закінчив заочно філологічний факультет Білоруського державного університету. У 1990-1991 роках був головою Координаційної ради Національно-демократичної партії Білорусі.

## Творчість
Він писав про життя сучасника, його любов до Батьківщини, рідної мови, природи: це збірки «Ранак поўніцца жыццём», «Нязжатае поле», «На падкове дарог».